# Love in This Club Part II

Love in This Club Part II est une chanson du chanteur américain Usher, en collaboration avec le rappeur Lil Wayne et l'artiste R&B Beyoncé. Figurant sur l'album Here I Stand d'Usher, elle est sortie le 28 avril 2008.

## Classements
| Classements (2008)                 | Position |
| ---------------------------------- | -------- |
| Australie (ARIA)                   | 96       |
| Canada (Canadian Hot 100)          | 69       |
| US Billboard Hot 100               | 18       |
| US Billboard Hot R&B/Hip-Hop Songs | 7        |
| US Pop 100                         | 35       |

| Classements (2008)                 | Position |
| ---------------------------------- | -------- |
| US Billboard Hot R&B/Hip-Hop Songs | 46       |

| Pays       | Certification |
| ---------- | ------------- |
| États-Unis | Or (MT)       |